# 南天竹啡碱
南天竹啡碱（英语：Nantenine）是一种在南天竹和一些紫堇属植物中发现的生物碱。它是α1-肾上腺素能受体和血清素5-HT2A受体的拮抗剂，可阻断MDMA对动物的行为和生理作用。